# Герман, Иосиф Рудольфович
Ио́сиф Рудо́льфович Ге́рман (нем. Hans Rudolph Hermann; 12 мая 1805, Дрезден — 22 августа [3 сентября] 1879, Москва) — немецкий химик и минералог на русской службе (с 1827); член-корреспондент Санкт-Петербургской академии наук (1831).

## Биография
Ганс Рудольф Герман родился 12 мая 1805 года в городе Дрездене в семье советника апелляционного суда. В юном возрасте он поступил на службу в лабораторию минеральных вод Струве и в 1828 году послан был в Москву, где ему было поручено устроить заведение искусственных минеральных вод, а затем и заведовать технической частью заведения. Во главе этого заведения он находился более полувека.
В 1833 году он обустроил такое же заведение в столице Российской империи городе Санкт-Петербурге.
29 декабря 1831 года он был выбран в члены-корреспонденты Петербургской академии наук по разряду химии. Он совершил путешествия с доктором Енихеном на Кавказ для исследования целебных ключей и с И. Б. Ауэрбахом на Урал для ознакомления с минеральными богатствами этого региона.
Заведение минеральных вод давало значительный доход, прекратившийся с окончанием привилегии, поэтому в последние годы своей жизни Герман испытывал материальные затруднения. Пользуясь этим, в мае 1876 года его личную минералогическую коллекцию выкупил геолог-любитель и коллекционер Николай Петрович Вишняков, добавив к ней собственные приобретения. После октябрьского переворота, в 1920 году, коллекция Вишнякова была национализирована большевиками и в настоящее время хранится в Государственном геологическом музее им. В. И. Вернадского Российской Академии наук.
Скончался «от воспаления кишок» 22 августа (3 сентября)  1879 года в городе Москве и был похоронен на Введенских горах на Немецком (ныне Введенском) кладбище (могила утрачена).

## Научная деятельность
Главным предметом занятий Ганса Рудольфа Германа была минеральная и теоретическая химия. Первая его научная работа «Ueber die Proportionen, in welchen sich die Elemente zu einfachen vegetabilischen Verbindungen vereinigen» произведена была им на 24 году и представляет первый опыт классификации органических соединений. У учёного было природное влечение приводить все в порядок и вводить систему во все кажущееся неправильным; результатом этой склонности была его гетеромерная минеральная система; ею он пытался объяснить существование минералов, которые имеют изменяющийся состав, но вопреки примесям, кажущимся случайными, сохраняют одинаковую кристаллическую форму. Он объяснил это явление тем, что в таких минералах химические соединения, различно образованные, могут взаимно замещаться, и сгруппировал эти минералы («Гетеромерическая кристаллическая система» 1856 г., 2 изд. 1860 год).
Им открыты минералы пирофиллит, хиолит, фелькнерит, тальк-апатит, тагилит, фишерит. Особенно занимали его редкие минералы Ильменских гор (отрог Урала), представляющие соединения кислот ниобия и тантала с дидимом, лантаном, торием и церием. Согласно Русскому биографическому словарю, «исследование их привело его к открытию нового элемента ильмения, а при изучении раддомского гранита он открыл нептуний» (оба открытия не подтвердились: предполагаемые элементы оказались впоследствии лишь смесью уже открытых ниобия и тантала, а название «нептуний» было позже присвоено трансурановому элементу, впервые полученному Э. М. Макмилланом и Ф. Х. Абельсоном в 1940 году). Ещё в 1866—1877 гг. у него возникла из-за ильмения полемика со швейцарским химиком Жаном Шарлем Галиссаром де Мариньяком, отрицавшим существование такого элемента.
Герман много занимался практическими вопросами по своей специальности (он исследовал чернозём, чернозёмные кислоты, московский доломит, асфальт, воду Москвы-реки), а также органической химией.
В 1830 году он, заведуя холерным госпиталем, проводил над выделениями больных опыты, чтобы доказать «условность заразительности холеры». Кроме того, он исследовал содержание сахара в свекловице, болотные вещества, гниющие деревья.
К числу наиболее выдающихся работ учёного можно отнести статью «Ueber die Proportionen, in den sich die Wärme mit den gemischten Elementen und ihren Verbindungen vereinigt, und über die Mischungs-Gewichte, als Quotienten der specifischen Gewichte der Körper durch ihre Wärme Capacität betrachtet» («Nouveaux Mémoires de la société Imp. des naturalistes de Moscou» 1834 г., IX), где он описал новый способ определения удельной теплоты тел, для которого воспользовался изменением в объёме льда при таянии; им был построен и соответствующий прибор.

## Публикации
Свои многочисленные научные труды И. Р. Герман печатал в изданиях Московского Общества испытателей природы, Санкт-Петербургского минералогического Общества, в «Journal für praktische Chemie von Linné, Erdmann und Gustav Werther» и в «Poggendorf’s Annalen».

## Память
Г. Кеннгот и К. Шепард дали двум минералам названия в его честь — германнит (в настоящее время называется родонитом) и германнолит (один из синонимов колумбита).